# Coryphantha potosiana
Coryphantha potosiana là một loài thực vật có hoa trong họ Cactaceae. Loài này được (Jacobi) Glass & R.A.Foster ex Rowley mô tả khoa học đầu tiên năm 1972.